# 任伯雨
任伯雨（?—1119年），字德翁，眉州眉山（今属四川）人，北宋政治人物。

## 生平
神宗元丰五年（1082年）进士，初调清江主簿，後知雍丘县。哲宗元符三年（1100年），召为大宗正丞，不久再拔擢為左正言。徽宗初年，八次弹劾章惇“久窃朝柄，迷国罔上，毒流搢紳，乘先帝變故倉卒，輒逞異志”，徽宗將章惇贬为越州知州。
任伯雨擔任左正言，半年內上疏達百餘章，大臣畏其多言，遂改為度支员外郎，不久出知虢州。崇宁党事件爆發，削籍编管通州，之後再流放昌化軍安罝。宣和初年卒。

## 身后
淳熙年間，谥忠敏。

## 著作
著有《戆草》二卷，《乘桴集》三卷，已佚。

## 家族
父任孜。

## 延伸阅读
[在维基数据编辑]
 《宋史/卷345》，出自脱脱《宋史》